# Мельник, Алексей Владимирович
Алексей Владимирович Мельник (род. 13 марта 1961 года во Врублевцах) — украинский тренер. Мастер спорта. Тренер сборной команды Украины по вольной борьбе. Заслуженный работник физической культуры и спорта Украины (2004). Отец и тренер олимпийской чемпионки Ирины Мерлени.

## Биография
Вырос Алексей Мельник в родном селе, там же окончил восемь классов местной школы. В шестом классе записался на секцию вольной борьбы. Первыми весомыми победами были первенство района, области, затем — Украины, в юношеском разряде. После восьмого класса переехал в Хмельницкий. Там записался на секцию вольной борьбы на базе «Авангарда». Параллельно со спортом учился в ПТУ № 4 на строителя. После училища поступил в Каменец-Подольский педагогический институт, на факультет физвоспитания. В 1983 году получил диплом учителя физкультуры и тренера по вольной борьбе.
С женой Татьяной Александровной познакомился в родных Врублевцах, куда студентку Каменец-Подольского педагогического института отправили для прохождения практики. Почти через год после знакомства пара поженилась, а ещё меньше чем через год в студенческой семье Мельников родилась дочь Ирина, назвали её в честь фигуристки Ирины Родниной.
В 14 лет Ирина записалась в секцию вольной борьбы, но походила туда лишь две недели. Алексей Владимирович, увидев, что у дочери есть сила и неплохие задатки, начал с ней заниматься индивидуально, и через год Ирина Мельник получила свою первую медаль.
18 сентября 2004 года Алексею Мельнику было присвоено звание «Заслуженный работник физической культуры и спорта Украины» — за весомый личный вклад в подготовку и обеспечение высоких спортивных достижений национальной сборной команды Украины на XXVIII Олимпийских играх в Афинах.